# معركة دوبردو
معركة دوبردو(بالإنجليزية: Battle of Doberdò)‏ كانت واحدة من المعارك الدموية في الحرب العالمية الأولى بين مملكة إيطاليا والجيش النمساوي المجري.